# Емилиано Инсуа
Емилиано Инсу̀а (на испански: Emiliano Insúa) е аржентински играч, ляв бек. Понастоящем играе за испанския Атлетико Мадрид. Също така е включен и в националния отбор на родната си страна.

## Кариера
Инсуа започва футболната си кариера с младежкия отбор на Пиночо (Аржентина). След това е приет във втория отбор на Бока Хуниорс. Независимо че не достига до първия отбор на тима, Инсуа е трансфериран в един от най-успешните английски отбори ФК Ливърпул. Първоначално подписва 18 месечен договор като играч под наем (на 28 ноември 2006), като договорът му започва от януари. Инсуа прави дебюта си за мърсисайци на 28 април 2007 срещу ФК Портсмут.
На 27 август ФК Ливърпул обяви, че Емилиано Инсуа преминава в Спортинг Лисабон
Инсуа изиграва три мача за отбора на Аржентина под 20 години по време на младежкото първенство на Южна Америка. Тимът му печели сребърните медали.

## Награди
Аржентина:
- Печели:
  - Световното първенство под 20-годишна възраст (2007);
- Второ място:
  - Южноамериканска купа под 20-годишна възраст (2007).

ФК Ливърпул:
- Второ място:
  - Английска висша лига 2008/09.